# Nationalparker i Norge
Der er 47 nationalparker i Norge, hvoraf de 40 nationalparker er på Norges fastland og 7 på Svalbard.

## Nationalparkernes historie i Norge
De første initiativer til naturfredning i Norge kom i 1800-tallet og var æstetisk motiverede, blandt andet med fredningen af «Laurvigs Bøgeskov» i en stortingsbeslutning i 1884. En mere konsekvent holdning til arealfredning for at beskytte naturen kom frem på Den Norske Turistforenings årsmøde i 1904, og i et foredrag af professor N. Wille i Det Norske Geografiske Selskab i 1909. Disse initiativer var en del af mentaliteten, som førte til den første lov om naturfredning i 1910. De første fredningssager gjaldt mindre områder, og til dels også punktfredning af navngivne træer. I 1914 blev Norges Naturvernforbunds forløber Landsforeningen for naturfredning stiftet. I 1932 vedtog turistforeningen at "skåne" Børgefjell og den sydlige del af Hardangervidda for tilrettelægning i eget regi, og i 1938 vedtog årsmødet en opfordring til at oprette Jotunheimen nationalpark, en sag som havde tilslutning fra flere sider i 1930-erne.
I 1954 blev lov om naturvern vedtaget. Den gav hjemmel for fredning af naturområder, og på grundlag af denne hjemmel blev Rondane nationalpark oprettet i 1962 og Børgefjell nationalpark oprettet i 1963. Rigtignok blev ikke selve begrebet nationalpark indført i loven før naturvernloven blev revideret i 1970. I og med loven fra 1954 blev Statens Naturvernråd etableret, og rådet lagde i 1964 frem en landsplan for etablering af nationalparker. Forslaget omfattede 16 områder, på tilsammen 6.300 km². Forslaget blev behandlet i Stortingets kommunalkomite 1967, og komiteen og Stortinget støttede oprettelse af 12 af de 16 områder. Det tog 25 år, frem til fredningen af Saltfjellet-Svartisen nationalpark i 1989, før 15 af disse forslag var blevet vedtaget. I løbet af denne tid blev også Rago og Reisa fredet.
Et udvalg ledet af Guttorm Hansen fremlagde i 1980 forslag om en 3-4-dobling af værneområder. Dette blev fulgt op af Miljøverndepartementet i Stortingsmelding nr 68 (1980-81), og af Stortinget i 1981. Departementet gav i 1982 Statens Naturvernråd, under ledelse af Olav Gjærevoll, opgaven at udarbejde en ny landsplan for nationalparker. Denne plan blev præsenteret i 1986. Planen omfattede forslag om 26 nye nationalparker, 14 landskapsvernområder og 3 større naturreservater. Planforslaget indebar fredning af ca. 23.000 km². Denne plan blev lagt frem for Stortinget som Ny landsplan for nasjonalparker og andre større verneområder i Norge i 1992, og behandlet og vedtaget af Stortinget i april 1993. Jostedalsbreen nationalpark blev oprettet i 1991 med baggrund i denne udredning. Efter dette skulle der gå 10 år før Forollhogna blev oprettet i 2001, som «den første av de nye».
Forslagene i Nationalparkplanen omfatter blandt andet følgende områder som endnu ikke er vedtaget: Goatteluobbal i Kautokeino; Lyngsalpene i Troms; Sørdalen-Isdalen i Bardu; Tysfjord Hellemo i Tysfjord, Nordland; Naustdal-Gjengedal i Sogn og Fjordane; og Frafjordheiene i Vest-Agder og Rogaland.
Der har hele tiden været grader af interessekonflikter mellem beskyttelsesinteresser og forskellige udbygningsinteresser. I efterkrigstiden var der konflikter mellem forskellige nationale interesser, ofte vandkraftudbygning mod naturfredning. I de sidste 20-25 år gælder modsætningerne vanligvis lokal arealudnyttelse kontra værneinteresser. Interessemodsætningerne er kommet tydeligst til udtryk i tilknytning til Hardangervidda nationalpark, hvor hele 54 % af arealet er privat grund. I den såkaldte «Fjellteksten» som blev lagt frem af Bondevikregeringen i revideret nationalbudget 15.5.2003 blev der åbnet for større grad af lokal værdiskabelse og kommerciel rejselivsvirksomhed i nationalparkerne.

## Nationalparker
| Navn                      | Oprettet | Km²   | Fylke                  | På kort |
| ------------------------- | -------- | ----- | ---------------------- | ------- |
| Ytre Hvaler               | 2009     | 354   | Østfold                | 04      |
| Fulufjellet               | 2012     | 82,5  | Hedmark                | 12      |
| Gutulia                   | 1968     | 22,5  | Hedmark                | 13      |
| Femundsmarka              | 1971     | 597   | Hedmark, Sør-Tr        | 14      |
| Forollhogna               | 2001     | 1.064 | Hedmark, Sør-Tr        | 19      |
| Rondane                   | 1962     | 969   | Hedmark, Oppland       | 15      |
| Dovre                     | 2003     | 290   | Hedmark, Oppland       | 16      |
| Dovrefjell-Sunndalsfjella | 2002     | 1.698 | Oppland, M & R, Sør-Tr | 18      |
| Reinheimen                | 2006     | 1.974 | Oppland, Møre & R      | 17      |
| Jotunheimen               | 1980     | 1.155 | Oppland, S & F         | 09      |
| Breheimen                 | 2009     | 1.671 | Oppland, S & F         | 10      |
| Langsua                   | 2011     | 537   | Oppland                | 08      |
| Hallingskarvet            | 2006     | 451   | Busk, Hord, Sogn & F   | 07      |
| Hardangervidda            | 1981     | 3.444 | Busk, Telem, Hord      | 06      |
| Færder                    | 2013     | 340   | Vestfold               | 03      |
| Folgefonna                | 2005     | 545   | Hordaland              | 05      |
| Jostedalsbreen            | 1991     | 1.310 | Sogn og Fjordane       | 11      |
| Skarvan og Roltdalen      | 2004     | 441   | Sør- og Nord-Tr        | 20      |
| Blåfjella-Skjækerfjella   | 2004     | 1.924 | Nord-Trøndelag         | 21      |
| Lierne                    | 2004     | 333   | Nord-Trøndelag         | 22      |
| Børgefjell                | 1963     | 1447  | Nord-Tr, Nordland      | 23      |
| Saltfjellet-Svartisen     | 1989     | 2102  | Nordland               | 25      |
| Lomsdal-Visten            | 2009     | 1.102 | Nordland               | 24      |
| Sjunkhatten               | 2010     | 417,5 | Nordland               | 28      |
| Junkerdal                 | 2004     | 682   | Nordland               | 27      |
| Møysalen                  | 2003     | 51    | Nordland               | 31      |
| Rago                      | 1971     | 171   | Nordland               | 29      |
| Ånderdalen                | 1970     | 125   | Troms                  | 34      |
| Rohkunborri               | 2011     | 571   | Troms                  | 32      |
| Reisa                     | 1986     | 803   | Troms                  | 35      |
| Øvre Dividal              | 1971     | 770   | Troms                  | 33      |
| Stabbursdalen             | 1970     | 747   | Finnmark               | 38      |
| Varangerhalvøya           | 2006     | 1.804 | Finnmark               | 40      |
| Anárjohka                 | 1976     | 1390  | Finnmark               | 36      |
| Seiland                   | 2006     | 316   | Finnmark               | 27      |
| Øvre Pasvik               | 1970     | 119   | Finnmark               | 37      |
| Jomfruland                | 2016     | 116   | Telemark               | 02      |
| Raet                      | 2016     | 608   | Aust-Agder             | 01      |
| Láhko                     | 2012     | 188   | Nordland               | 26      |
| Lofotodden                | 2018     | 99    | Nordland               | 30      |

### På Svalbard
Der er syv nationalparker på Spitsbergen:
| Navn                 | Åbnet | Areal i km² | Nummer på kort |
| -------------------- | ----- | ----------- | -------------- |
| Sør-Spitsbergen      | 1973  | 13.177      | 1              |
| Nordvest-Spitsbergen | 1973  | 9.870       | 7              |
| Forlandet            | 1973  | 4.627       | 5              |
| Nordre Isfjorden     | 2003  | 2.952       | 4              |
| Indre Wijdefjorden   | 2003  | 1.127       | 6              |
| Nordenskiöld Land    | 2003  | 1.362       | 2              |
| Sassen-Bünsow Land   | 2003  | 1.230       | 3              |